# 甲斐智枝美
甲斐 智枝美（かい ちえみ、1963年〈昭和38年〉6月16日 - 2006年〈平成18年〉7月10日）は、1980年代に日本で活躍した元アイドルである。

## 来歴・人物
歌手、女優、タレントとして活躍した。福岡県大牟田市出身。大牟田高校を経て堀越高等学校（編入）卒業。
1979年、日本テレビの人気オーディション番組「スター誕生!」で第29代グランドチャンピオンを獲得。これをきっかけに芸能界入り。1980年、ポスト山口百恵を狙ったホリプロ所属のアイドルとしてシングル曲「スタア」で歌手デビュー。キャッチフレーズは「KIRARI!瞳が語る」。公認のニックネームとして「チェミイ」の愛称が設定され、1981年にはチェミィのC、シティギャルのC、クリーンのCを織り交ぜた造語「Cチック」で大々的なキャンペーンを展開した新曲「Si! Si! C! (シィ!シィ!シィ!)」も発売された。
同期は同じくスタ誕出身の柏原芳恵（デビュー当時・柏原よしえ）をはじめ、田原俊彦・松田聖子・河合奈保子・三原順子・岩崎良美・浜田朱里・石坂智子・比企理恵（同じくホリプロ所属、TSC出身）・松村和子らがいる。
しかし、甲斐自身のアイドル歌手としてシングル曲のオリコン最高位は「マーマレード気分」の103位と奮わなかった。歌手活動停止後は次第に女優・タレント業に重心を移していく。1982年にはヌード写真集が発売された。
当時の人気ドラマだった「GOGO! チアガール」 （1980年)、「野々村病院物語」（1981年）、「高校聖夫婦」（1983年）などに立て続けに出演。1987年には、日本テレビの連続ドラマ「見上げればいつも青空」でヒロインに抜擢。タレントとしては、朝日放送（ABCテレビ）で放送されたクイズ番組「三角ゲーム・ピタゴラス」の司会などがある。
1990年に堀越高校在学時代に知り合ったザ・スクエア（現・T-SQUARE）の元メンバーでスタジオ・ミュージシャンのドラマー、長谷部徹と結婚、芸能界を引退。2人の男児を出産。甲斐曰く、「幸せ太りをしてしまいました。」とのこと。2004年3月11日「あの人は今!?」にて主婦業の傍ら生花店で働く姿が放送され、スタジオではデビューシングル「スタア」を披露、これが最後のテレビ出演となった。それ以降は、ホリプロ側が復帰を強く望んでいたこともあった。事務所の先輩だった榊原郁恵とは引退後も連絡を取り合うなど親交があった。
2006年7月10日、2階の寝室で首を吊っていたところを当時中学3年生の長男が発見した。救急隊員が駆けつけたが、午前6時45分ごろ、心肺停止を確認。自宅所轄の千葉県警習志野署が検死を行い、自殺と断定した。43歳没。戒名は花香妙智信女。生前、家族らに「更年期障害で体調が悪い」「死にたい」と漏らすこともあり、借金はなかったがパートに出るなど家計は苦しかったようで、体調と金銭面の悩みからの自殺した可能性があると報じられたが実父は再捜査を警察に依頼している。

## 出演

### テレビドラマ
- GOGO! チアガール（1980年、TBS / 東宝テレビ部制作）
- 野々村病院物語（1981年、TBS / テレパック制作）
- 女7人あつまれば（1982年、TBS）
- 大戦隊ゴーグルファイブ 第34話『出た!黄金必殺技』（1982年、テレビ朝日 / 東映） - 河田ちえみ（ゲスト出演）
- 母も娘も（1983年、TBS）
- 高校聖夫婦（1983年、TBS / 大映テレビ制作）
- 京都マル秘指令 ザ新選組（1984年、ABC）
- 特捜最前線 第396話『万引少女の告白!』（1984年、テレビ朝日）
- サントリーミステリーSP 「澪つくし高校連続殺人事件」（1985年12月6日、ABC） - 小林肇子 役
- 誇りの報酬 第16話『三河湾に哀歌をきいた』（1986年、日本テレビ / 東宝テレビ部制作） - 木村けいこ 役
- 花嫁衣裳は誰が着る（1986年、フジテレビ / 大映テレビ制作）
- 太陽にほえろ!PART2 第2話「探偵物語」（1986年、NTV） - 本田歩美（ゲスト出演）
- 水戸黄門（TBS）
  - 第16部 第31話『頑固くらべ献上茶釜 -山形-』（1986年11月24日） - おいね 役
  - 第19部 第26話『仇討ち小諸馬子唄 -小諸-』（1990年3月26日） - お初 役
- 氷紋（1986年、TBS）
- どうぶつ通り夢ランド 第15話「痛快! 押しかけ女房は女子大生」（1987年、テレビ朝日）
- 若大将天下ご免! 第2話『紅かんざしに燃えた剣!』（1987年、テレビ朝日） - ひづる 役
- 朝の連続ドラマ「見上げればいつも青空」（1987年、読売テレビ）
- はぐれ刑事純情派 第1シリーズ 第16話『女性歌手は殺人者?』（1988年、テレビ朝日）
- 三匹が斬る! 第12話『信濃路は、鯉や鯉やで恋わずらい』（1988年、テレビ朝日）
- 続・三匹が斬る! 第3話『上様の、茶は甘いかしょっぱいか』（1988年、テレビ朝日）
- 名奉行 遠山の金さん（テレビ朝日 / 東映）
  - 第1シリーズ 第10話『お仙が拾った子』（1988年） - おしの 役
  - 第2シリーズ 第23話『江戸ゆきさん殺人事件』（1989年） - お秋 役
- 花の生涯 井伊大老と桜田門（1988年、テレビ東京）
- 土曜ワイド劇場
  - 「白銀のみちのく幽霊殺人」（1986年、テレビ朝日 / C.A.L） - 映子 役
  - 「密会の宿4 謎の美少女と白い帽子の女」 （1988年、テレビ朝日） - ゲスト出演
  - 「混浴露天風呂連続殺人」（1988年、ABC） - ゲスト出演
  - 「家政婦は見た!8」（1990年、テレビ朝日） - ゲスト出演
  - 「牟田刑事官事件ファイル12」（1990年、テレビ朝日） - ゲスト出演
- 暴れん坊将軍III（テレビ朝日）
  - 第52話『め組に届けられた赤ん坊』（1989年） - お里 役
  - 第110話『死闘、護持院ヶ原の果し状』（1990年） - おけい 役
- 火曜サスペンス劇場（NTV系）
  - 「六月の花嫁シリーズ・婚約解消殺人事件」（1989年6月13日放送）
  - 「松本清張スペシャル・捜査圏外の条件」（1989年7月4日放送、松竹・『霧』企画） - 黒井光子 役
  - 「大雪山殺人事件」（1989年8月1日放送、大映テレビ）
- 長七郎江戸日記（NTV系）
  - 第40話『不幸を呼ぶ女』（1989年） - おつた 役
- お江戸捕物日記 照姫七変化 第9話「若殿暗殺を暴く!」（1990年、フジテレビ / 東映）
- 男と女のミステリー「京都結婚指輪殺人事件」（1990年、フジテレビ） - 松井ルミ 役
- 鬼平犯科帳 第2シリーズ 第3話『白い粉』（1990年、フジテレビ / 松竹） - おたみ 役
- 続続・三匹が斬る! 第16話『お茶壺が女を泣かす鬼街道』（1990年5月24日、テレビ朝日 / 東映） - いね 役

### テレビ
- 三波伸介の凸凹大学校（1977年-1982年、テレビ東京）レギュラー
- 三角ゲーム・ピタゴラス（1982年-1983年、朝日放送）司会
- 笑ってる場合ですよ!（1982年末期、フジテレビ）水曜レギュラー

### ラジオ
- ヤングタウンTOKYO（TBSラジオ）
- るんるんナイト 松宮一彦ワオ!（1982年 - 1983年、TBSラジオ） - 水曜パートナー
- 甲斐智枝美の感度・5 〜ハロースカイバード〜（1983年10月8日 - 1984年9月30日、TBSラジオ）

### 映画
- 唐獅子株式会社（1983年、東映、横山やすし主演作品）
- 逃がれの街（1983年、東宝、水谷豊主演作品）

### CM
- プラッシー（武田食品工業）※「Si! Si! C!」がCMソングとして使われた。

## ディスコグラフィ
- 全てのシングル・アルバムはビクター音楽産業（現：ビクターエンタテインメント〈二代目〉）からリリース[5]された。

### シングル
| # | 発売日          | A/B面 | タイトル                         | 作詞       | 作曲        | 編曲     | 規格品番 |
| - | --------------- | ----- | -------------------------------- | ---------- | ----------- | -------- | -------- |
| 1 | 1980年 6月21日  | A面   | スタア                           | 伊藤薫     | 伊藤薫      | 船山基紀 | SV-7017  |
| 1 | 1980年 6月21日  | B面   | あなたのランキング               | 伊藤アキラ | 安部恭弘    | 船山基紀 | SV-7017  |
| 2 | 1980年 9月21日  | A面   | さよならサンセット               | 伊藤アキラ | 安部恭弘    | 船山基紀 | SV-7042  |
| 2 | 1980年 9月21日  | B面   | ひとりぼっち                     | 伊藤アキラ | 小田健二郎  | 船山基紀 | SV-7042  |
| 3 | 1980年 12月20日 | A面   | マーマレード気分                 | 浅野裕子   | 芳野藤丸    | 大村雅朗 | SV-7074  |
| 3 | 1980年 12月20日 | B面   | 恋はマジック                     | 浅野裕子   | 芳野藤丸    | 大村雅朗 | SV-7074  |
| 4 | 1981年 3月21日  | A面   | いつでも答えはYESなのよ!         | 康珍化     | 森雪之丞    | 大村雅朗 | SV-7096  |
| 4 | 1981年 3月21日  | B面   | なんだかジェラシー               | 康珍化     | 森雪之丞    | 大村雅朗 | SV-7096  |
| 5 | 1981年 6月21日  | A面   | Si! Si! C!                       | 伊藤アキラ | 和泉常寛    | 大谷和夫 | SV-7126  |
| 5 | 1981年 6月21日  | B面   | ピチピチ・ビーチタウン           | 康珍化     | 森雪之丞    | 大谷和夫 | SV-7126  |
| 6 | 1981年 10月5日  | A面   | 枯葉天使                         | 高梨めぐみ | 高梨めぐみ  | 大谷和夫 | SV-7164  |
| 6 | 1981年 10月5日  | B面   | めざめてキス・ミー               | 竜真知子   | 加瀬邦彦    | 大谷和夫 | SV-7164  |
| 7 | 1982年 1月21日  | A面   | 誘って・ルンナ                   | 千家春     | B.Defilippi | 鈴木茂   | SV-7191  |
| 7 | 1982年 1月21日  | B面   | 射手座の彼                       | 松宮恭子   | 古本鉄也    | 鈴木茂   | SV-7191  |
| 8 | 1982年 6月21日  | A面   | 踊り子 〜つれてって・愛のSpain〜 | 伊藤アキラ | 高生鷹      | 大谷和夫 | SV-7224  |
| 8 | 1982年 6月21日  | B面   | あなたは天使                     | 佐々木勉   | 佐々木勉    | 桜庭伸幸 | SV-7224  |

### アルバム

#### ベスト・アルバム
1. 甲斐智枝美 コレクション（2004年2月21日／VICL-61324）
2. 甲斐智枝美 ゴールデン☆ベスト〜コンプリート・コレクション（2009年9月16日／VICL-63456〜7）